# 金田留広
金田 留広（かねだ とめひろ、1946年11月17日 - 2018年10月2日）は、愛知県名古屋市北区出身のプロ野球選手（投手）・コーチ。
同じく元プロ野球選手の金田正一、金田高義、金田星雄は実兄。金石昭人（姉の息子）、金田賢一（長兄・正一の息子）は甥。

## 経歴

### プロ入りまで
愛知高校では、1964年夏の甲子園県予選準々決勝に進むが大府高に敗退した。愛知学院大学に進学し、愛知大学野球リーグでは1年生の時点で7勝4敗の成績を残すが中退。その後は日通浦和に入社する。1966年の産業対抗では準々決勝に進み、日本石油の平松政次と投げ合う。5回まで無安打と好投するが6回には枝松道輝に同点本塁打を喫し、9回裏に後続が打たれサヨナラ負けを喫する。この時のチームメイトに竹之内雅史、東田正義（三重交通から補強）がいた。1968年の産業対抗では準決勝で先発、6回を好投し田中章との継投で日本軽金属に完封勝利。決勝でも先発し全鐘紡の藤原真と投げ合うが、早々に打込まれ敗退した。

### 現役時代
同年のドラフト4位で東映フライヤーズに入団し、兄・正一と同じ背番号34を着けた。
1969年から直球とカーブを武器に一軍に定着。前半戦は主にリリーフとして起用され、リリーフ8勝、先発2勝で10勝を記録。オールスターに選出されて3戦全てに登板し、7月19日の第1戦（東京）では打席に立った兄・正一と対戦するという兄弟対決が実現し、正一を二飛に打ち取っている。後半戦では先発割合が増えたものの、終盤で打ち込まれる試合も多く、18勝13敗6Sの成績で終了、同年の新人王は有藤通世に惜敗する。
1970年は4月11日の西鉄との開幕戦（平和台）に3番手リリーフで勝ち投手になり、それからは勝ち星が先行。チーム53試合目となる6月30日のロッテ戦（後楽園）での完投勝利で10勝目を早くも挙げる。黒い霧事件や怪我の影響などで投手が揃わない中、短い間隔で先発・リリーフに投げまくり、9月15日のロッテ戦（後楽園）でコールドゲームながらロッテ打線をパーフェクトに抑えて初の20勝に到達。最多勝争いでは1勝差でタイトルを逃したが、成田文男に次ぐ24勝、防御率2.71（リーグ5位）を記録する。
1971年はシーズン被本塁打42本の記録を作ったが、これは2023年現在も第2位の記録である。
1972年はオールスター前こそ8勝5敗とほぼ五分の星であったが、後半にスパートをかけて12勝5敗とする。首位の阪急相手には9試合に登板2勝3敗2Sと、先発が3試合で10月10日の最終戦（西宮）に完封勝利を挙げたのみであったが、同年は20勝をマークし最多勝のタイトルを獲得した。9月22日の南海戦（後楽園）で野崎恒男から満塁本塁打を放つが、現在パ・リーグ投手の満塁本塁打はこれ以降出ていない。
1973年はシーズン通じて打線との噛み合わせが悪く負けが込んでしまい、前期は途中6連敗もあって5勝9敗に終わる。後期もピッチング内容の悪い試合が続き、5連敗もあって2勝7敗となり8月26日の太平洋戦（後楽園）でライナーを右手人差し指に当てて骨折、この試合がシーズン最後でありフライヤーズの選手としても最後の試合となった。
1974年、野村収との交換トレードで、兄・正一が監督を務めていたロッテオリオンズに移籍。4試合目の登板となった4月20日の太平洋戦（平和台）で移籍後初勝利を挙げると前期は6勝4敗の成績であったが、後期は7月13日の近鉄戦（宮城）での完投勝利から9連勝と波に乗り、1試合リリーフでの勝ち星以外は全て完投勝利を記録。最終的には16勝を挙げ、2年ぶり2度目の最多勝とパ・リーグMVPを獲得。チームの4年ぶりのリーグ優勝に貢献し、阪急とのプレーオフでは10月6日の第1戦（西宮）で1勝を挙げる。中日との日本シリーズでは2試合に先発し、10月16日の第1戦（中日）は6回に2点差を追いつかれ降板。同20日の第4戦（後楽園）では6回を3失点に抑え、村田兆治に繋いでシリーズ初勝利を記録、24年ぶりの日本一にも大きく貢献した。
1978年オフ、正一の辞任に伴い渡辺秀武と共に、望月卓也・平田英之・劔持節雄との交換トレードで広島東洋カープへ移籍。甥の金石昭人もPL学園からドラフト外で広島に入団しているが、金石は後に彼のコネクションで入団したと語っている。最初は正一と長嶋茂雄監督との間で、巨人に行くことが決まっていたが、江川事件が起こる。移籍話に進展がない中で広島の松田耕平オーナーから六本木の鉄板焼き店に電話で呼ばれた。松田の「どうしても日本一になりたい。若い投手の手本となってくれ。広島市民のためにやってくれ。」が口説き文句となり、金田は心を揺さぶられた。家族4人で引っ越して練習も必死にやったが、1979年の開幕後は敗戦処理ばかりであり、7月10日の巨人戦（広島市民）で我慢は限界に達した。5点差となった直後の9回に「行け」と命じられると、「誰が出られるか」と拒んだ。その後は声も掛からなくなり、市民球場のブルペンで「何しに来たんじゃ、はよ帰れ」とやじられ、「古葉の野郎、俺を飼い殺しにしやがって」と言い返した。翌日には古葉竹識監督に呼ばれ、金田は一軍登録抹消を覚悟していたが、先発を命じられた。「最後のチャンス」と受け止めてマウンドに上がった8月15日の中日戦（ナゴヤ）で、移籍後初の先発は41日ぶりの登板であった。前日には首位中日との3連戦に先勝し、1ゲーム差の2位に浮上。9連戦の真ん中の一戦となり、北別府学・池谷公二郎ら先発5本柱が、中継ぎでも登板し始めていた。古葉は、中3日の山根和夫を使わず、金田を指名。ノーサインで水沼四郎からの返球を捕っては投げ、捕っては投げた。ポンポンと、テンポよく投げることで打者に考える隙を与えず、5回を3安打1点に抑えた。得意な打撃でも、先制点の足掛かりとなる二塁打と貴重な追加点となる本塁打を放つ、独り舞台であった。危機にあったチームを救い、「10勝の価値がある」と古葉に言わせた。全盛期の力は既に衰え、敗戦処理や中継ぎでの登板が多かったが、持ち前の明るい性格でチームに溶け込みムードメーカーとして活躍。「最高じゃ!」が口癖であり、少し高めの大きな声で喋りだすと止まらず、「俺の一番の取りえは明るさ」と、大人しいカープベンチを盛り上げた。次いで先発した8月23日の中日戦（広島市民）は、スタミナ切れを反省し7回1/3を投げて勝ち投手、同29日の阪神戦（甲子園）では4安打完封勝利を飾り、同月から先発陣の一角として後半戦のひと月足らずの間での4連勝を挙げる。
1980年も9試合に先発するなどローテーションの谷間を埋め、リーグ連覇に貢献。同年6月12日の巨人戦（後楽園）では王貞治に通算850号本塁打を打たれている。
1981年8月16日の中日戦（ナゴヤ）では曽田康二と投げ合い、自ら8回に決勝本塁打を放ち、1-0で自身最後の完封勝利を記録。
1982年には登板機会が無くなり、同年限りで現役を引退。
東映時代の1972年と「カネダ企画」所属時代の1986年の2度、テレビ朝日系「クイズタイムショック」に出演している。

### 引退後
引退後はロッテ二軍投手コーチ（1987年 - 1988年）を務めたほか、2001年にはプロ野球マスターズリーグの東京ドリームスにも所属。
ロッテコーチ時代の1988年にはオリオンズの自主トレで遠目から伊良部秀輝をじっと見つめ、キャンプではブルペンで伊良部とキャッチボールをし、立ったまま、低めの球を捕るのは怖さを感じるほどで、堪らず捕手を呼んだ。金田は兄の全盛期を知らなかったため、「もしかして兄はこんな球を投げていたのかもしれない」「こいつは性格がどうのこうの言われているけど、そんなものはどうでもいい。こいつを早く一軍で投げさせて、日本のエースにせないかん」と思った。開幕後は二軍に降格し、非力な打者に軽々と球を飛ばされていた伊良部を見かねて「真っ直ぐだけじゃ駄目だ。このままじゃただ速いだけの投手で終わってしまう」と自身のカーブを伝授し、1週間ほどカーブを徹底的に投げ込ませた。二軍戦の試合前には徳武定之二軍監督に「今日、伊良部には半分カーブを投げさせようと思ってます。あいつのカーブはまだストライクが入らない。何点獲られるか分かりません。それでも5回までお願いします」と頼み、徳武は「よし分かった」と快諾。この試合で伊良部のカーブはストライクゾーンに決まり、カーブの後のストレートが効果的で、緩急の差があるため、打者は対応できなかった。徳武が我慢するまでもなく伊良部は5回を投げ切り、徳武が 「ほら、見ろ。金田ピッチングコーチのカーブを覚えない限り、お前は普通のピッチャーだよ」と伊良部に言うと、金田は上機嫌になった。　
その後は健康食品の会社を経営する傍ら、日本身体障害者野球連盟の支援をしており、チャリティーゴルフ会の開催にも関わった。正一が社長を務める菓子販売会社の専務も務めたほか、2013年に学生野球資格を回復し、同年から2018年まで東京都立総合工科高等学校外部投手コーチとして投手全般を指導。都立総合工科の前身・世田谷工業の監督であった長嶺功が修徳高校グラウンドで金田と初めて出会い、金田が「元気があって面白いやつ」と長嶺を気に入り、それから付き合いが始まった。この出会いがコーチ就任の最初のきっかけであり、それから金田は都立総合工科のグラウンドに訪れると、長嶺と野球論を交わす日々を続けた。都立総合工科の校長が広島出身で、カープの連覇に貢献した金田は校長にとってヒーローであり、即就任となった。在任中は技術、トレーニングの指導、精神面でのケアを行ったほか、投手のトレーニングをする時には「金田塾にいくぞ!」といって選手達を厳しく鍛え、グラウンドにあるメニュー表には「金田塾」と記載されていた。
2018年10月2日、心不全のため71歳で死去した。同11日に千葉ロッテマリーンズから発表された。死因は非公表。死去から約1年後の2019年10月6日には、兄の正一も86歳で死去している。

## 詳細情報

### 年度別投手成績
| 年 度      | 球 団      | 登 板 | 先 発 | 完 投 | 完 封 | 無 四 球 | 勝 利 | 敗 戦 | セ 丨 ブ | ホ 丨 ル ド | 勝 率 | 打 者 | 投 球 回 | 被 安 打 | 被 本 塁 打 | 与 四 球 | 敬 遠 | 与 死 球 | 奪 三 振 | 暴 投 | ボ 丨 ク | 失 点 | 自 責 点 | 防 御 率 | W H I P |
| ---------- | ---------- | ----- | ----- | ----- | ----- | -------- | ----- | ----- | -------- | ----------- | ----- | ----- | -------- | -------- | ----------- | -------- | ----- | -------- | -------- | ----- | -------- | ----- | -------- | -------- | ------- |
| 1969       | 東映 日拓  | 59    | 19    | 6     | 0     | 2        | 18    | 13    | --       | --          | .581  | 833   | 206.0    | 183      | 24          | 52       | 4     | 2        | 158      | 2     | 0        | 85    | 83       | 3.63     | 1.14    |
| 1970       | 東映 日拓  | 53    | 32    | 21    | 3     | 2        | 24    | 16    | --       | --          | .600  | 1244  | 316.1    | 251      | 37          | 70       | 4     | 4        | 246      | 1     | 0        | 107   | 95       | 2.71     | 1.01    |
| 1971       | 東映 日拓  | 51    | 28    | 14    | 2     | 2        | 15    | 14    | --       | --          | .517  | 1063  | 268.0    | 215      | 42          | 61       | 4     | 7        | 187      | 0     | 0        | 107   | 89       | 2.99     | 1.03    |
| 1972       | 東映 日拓  | 51    | 33    | 18    | 4     | 3        | 20    | 12    | --       | --          | .625  | 1113  | 275.0    | 245      | 26          | 60       | 4     | 5        | 178      | 1     | 0        | 107   | 99       | 3.24     | 1.11    |
| 1973       | 東映 日拓  | 37    | 18    | 8     | 3     | 2        | 7     | 16    | --       | --          | .304  | 689   | 166.2    | 161      | 22          | 43       | 2     | 5        | 96       | 0     | 1        | 80    | 70       | 3.77     | 1.22    |
| 1974       | ロッテ     | 36    | 29    | 13    | 1     | 2        | 16    | 7     | 0        | --          | .696  | 800   | 201.2    | 167      | 18          | 51       | 2     | 3        | 138      | 1     | 1        | 66    | 65       | 2.90     | 1.08    |
| 1975       | ロッテ     | 25    | 23    | 6     | 1     | 1        | 6     | 7     | 0        | --          | .462  | 554   | 130.2    | 127      | 12          | 41       | 0     | 1        | 65       | 1     | 1        | 66    | 56       | 3.85     | 1.29    |
| 1976       | ロッテ     | 23    | 17    | 3     | 0     | 1        | 3     | 8     | 0        | --          | .273  | 465   | 106.2    | 125      | 12          | 29       | 1     | 3        | 50       | 0     | 0        | 52    | 48       | 4.04     | 1.44    |
| 1977       | ロッテ     | 32    | 19    | 2     | 0     | 1        | 2     | 4     | 0        | --          | .333  | 512   | 126.1    | 110      | 10          | 32       | 0     | 6        | 75       | 0     | 0        | 43    | 37       | 2.64     | 1.12    |
| 1978       | ロッテ     | 26    | 17    | 5     | 1     | 1        | 6     | 6     | 2        | --          | .500  | 474   | 109.2    | 108      | 14          | 46       | 1     | 6        | 48       | 0     | 0        | 49    | 40       | 3.27     | 1.40    |
| 1979       | 広島       | 16    | 6     | 1     | 1     | 0        | 4     | 1     | 0        | --          | .800  | 196   | 45.2     | 37       | 3           | 18       | 0     | 4        | 25       | 1     | 0        | 16    | 15       | 2.93     | 1.20    |
| 1980       | 広島       | 17    | 9     | 1     | 1     | 1        | 4     | 3     | 0        | --          | .571  | 239   | 58.2     | 50       | 9           | 14       | 1     | 2        | 32       | 0     | 0        | 27    | 27       | 4.12     | 1.09    |
| 1981       | 広島       | 8     | 8     | 3     | 1     | 2        | 3     | 2     | 0        | --          | .600  | 176   | 44.0     | 42       | 4           | 6        | 2     | 0        | 19       | 0     | 0        | 18    | 17       | 3.48     | 1.09    |
| 通算：13年 | 通算：13年 | 434   | 258   | 101   | 18    | 20       | 128   | 109   | 2        | --          | .540  | 8358  | 2055.1   | 1821     | 233         | 523      | 25    | 48       | 1317     | 7     | 3        | 823   | 741      | 3.25     | 1.14    |

- 各年度の太字はリーグ最高
- 東映（東映フライヤーズ）は、1973年に日拓（日拓ホームフライヤーズ）に球団名を変更

### タイトル
- 最多勝利：2回（1972年、1974年）

### 表彰
- 最優秀選手：1回（1974年）
- ベストナイン：1回（1974年）
- パ・リーグプレーオフ優秀投手賞：1回 （1974年）

### 記録
初記録
- 初登板：1969年4月13日、対阪急ブレーブス3回戦（阪急西宮球場）
- 初勝利：1969年4月20日、対西鉄ライオンズ3回戦（後楽園球場）

その他の記録
- オールスターゲーム出場：3回（1969年 - 1971年）
- 複数球団での最多勝　※史上4人目

### 背番号
- 34 （1969年 - 1973年）
- 17 （1974年 - 1978年）
- 44 （1979年 - 1982年）
- 74 （1987年 - 1988年）

## 関連情報

### 著書
- 『金田留広のオレは金田ファミリーの駄々っ子だ』（都市と生活社,1983年）